# Zárate
Zárate é uma cidade do centro-leste da Argentina, situada na província de Buenos Aires. Está situada às margens do rio Paraná, próximo à cidade de Campana. 

## Demografia
Sua população era de 86.415 habitantes (2001). Possuía, de acordo com estimativa de 2019, 126.865 habitantes.